# ريتشارد فيلد (سياسي)
ريتشارد فيلد (بالإنجليزية: Richard Field)‏ هو سياسي أسترالي، ولد في 5 نوفمبر 1866، وتوفي في 26 يناير 1961 في لاونسستون في أستراليا. حزبياً، نشط في حزب التجارة الحرة. وقد انتخب عضو مجلس نواب تسمانيا.